# Pierre Jean Trần Xuân Hạp
Pierre Jean Trần Xuân Hạp (Nhân Hòa, 6 ottobre 1920 – 6 luglio 2005) è stato un vescovo cattolico vietnamita.

## Biografia
Pierre Jean Trần Xuân Hạp nacque il 6 ottobre 1920 a Nhân Hòa, località del comune di Nghi Thuận nel distretto Nghi Lộc della provincia di Nghe An, secondogenito di una devota famiglia cattolica con sei figli. 
A 9 anni andò a vivere presso un suo zio sacerdote e nel 1933 iniziò il percorso di studi religiosi presso il seminario di Xuân Phong, per poi entrare, nel 1936, nel seminario minore di Xã Đoài. Fu insegnante presso il seminario minore dal 1942 al 1951, quando fece il suo ingresso nel seminario maggiore.
Fu ordinato presbitero il 1º febbraio 1959. Fu parroco della parrocchia di Minh Cầm fino al 1963, quando fu trasferito alla parrocchia di Đan Sa, rimanendovi fino al 1973. Fu poi direttore del distretto di Hướng Phương e vicario generale della diocesi dal 1973 al 1979.
Il 10 gennaio 1979 papa Giovanni Paolo II lo nominò vescovo di Vinh. Ricevette l'ordinazione episcopale il 4 marzo 1979 per l'imposizione delle mani del cardinale Joseph-Marie Trịnh Văn Căn.
Nel 1988 il governo permise la riapertura del seminario di Xã Đoài con il nuovo nome di seminario maggiore di Vinh Thanh, divenendone il primo direttore. Compì due visite ad limina, la prima nel 1980 e la seconda nel 1990, durante la quale chiese ed ottenne il permesso di indire un anno giubilare in occasione dei 100 anni dalla dedicazione della diocesi di Vinh alla Vergine Maria.
Resse la diocesi per ventidue anni, ritirandosi l'11 dicembre 2000. Morì il 6 luglio 2005 all'età di 84 anni.

## Genealogia episcopale e successione apostolica
La genealogia episcopale è:
- Cardinale Scipione Rebiba
- Cardinale Giulio Antonio Santori
- Cardinale Girolamo Bernerio, O.P.
- Vescovo Claudio Rangoni
- Arcivescovo Wawrzyniec Gembicki
- Arcivescovo Jan Wężyk
- Vescovo Piotr Gembicki
- Vescovo Jan Gembicki
- Vescovo Bonawentura Madaliński
- Vescovo Jan Małachowski
- Arcivescovo Stanisław Szembek
- Vescovo Felicjan Konstanty Szaniawski
- Vescovo Andrzej Stanisław Załuski
- Arcivescovo Adam Ignacy Komorowski
- Arcivescovo Władysław Aleksander Łubieński
- Vescovo Andrzej Stanisław Młodziejowski
- Arcivescovo Kasper Kazimierz Cieciszowski
- Vescovo Franciszek Borgiasz Mackiewicz
- Vescovo Michał Piwnicki
- Arcivescovo Ignacy Ludwik Pawłowski
- Arcivescovo Kazimierz Roch Dmochowski
- Arcivescovo Wacław Żyliński
- Vescovo Aleksander Kazimierz Bereśniewicz
- Arcivescovo Szymon Marcin Kozłowski
- Vescovo Mečislovas Leonardas Paliulionis
- Arcivescovo Bolesław Hieronim Kłopotowski
- Arcivescovo Jerzy Józef Elizeusz Szembek
- Vescovo Stanisław Kazimierz Zdzitowiecki
- Cardinale Aleksander Kakowski
- Papa Pio XI
- Vescovo Jean-Baptiste Nguyễn Bá Tòng
- Vescovo Thaddée Anselme Lê Hữu Từ, O.Cist.
- Cardinale Joseph Marie Trịnh Như Khuê
- Cardinale Joseph-Marie Trịnh Văn Căn
- Vescovo Pierre Jean Trần Xuân Hạp

La successione apostolica è:
- Vescovo Paul Marie Cao Đình Thuyên (1992)